# نيكولو نابولي
نيكولو نابولي (بالإيطالية: Nicolò Napoli)‏ هو لاعب كرة قدم ومدرب كرة قدم إيطالي في مركز ظهير ‏، ولد في 7 فبراير 1962 في باليرمو في إيطاليا. لعب مع نادي بينيفينتو ونادي ريجينا ونادي كالياري ونادي مسينا ويوفنتوس.

## وصلات خارجية
- نيكولو نابولي على موقع قاعدة بيانات كرة القدم.إي يو (الإنجليزية)
- نيكولو نابولي على موقع عالم كرة القدم.نت (الإنجليزية)